# Minami, Kumamoto
Minami (西区 Minami-ku) là quận thuộc thành phố Kumamoto, tỉnh Kumamoto, Nhật Bản. Tính đến ngày 1 tháng 10 năm 2020, dân số ước tính của quận là 130.829 người và mật độ dân số là 1.200 người/km2. Tổng diện tích của quận là 110 km2.